# دونوفان ويلسون
دونوفان ويلسون (بالإنجليزية: Donovan Wilson)‏ هو لاعب كرة قدم بريطاني في مركز الهجوم، ولد في 14 مارس 1997 في برستل في المملكة المتحدة. لعب مع وولفرهامبتون واندررز.

## وصلات خارجية
- دونوفان ويلسون على موقع قاعدة بيانات كرة القدم.إي يو (الإنجليزية)
- دونوفان ويلسون على موقع Soccerbase.com (لاعب) (الإنجليزية)
- دونوفان ويلسون على موقع Soccerway.com (الإنجليزية)